# 虎口遐想
虎口遐想是姜昆及唐杰忠在1987年中国中央电视台春节联欢晚会上所表演的一个相声节目，由姜昆和梁左创作。虎口遐想抨击了当时“只喜欢个头”等各种不良现象。而后该作品续作《新虎口遐想》在2017年中国中央电视台春节联欢晚会上由姜昆和戴志诚共同演绎。

## 内容
《虎口遐想》的内容是青年工人姜昆因为身高原因无法找到对象，星期天时在动物园里看老虎而不小心掉到老虎洞。这部作品以其鲜明的个性成为当时相声界的一绝。